# Noord-Afrikaanse vuursalamander
Noord-Afrikaanse vuursalamander (Salamandra algira) is een salamander uit de familie echte salamanders (Salamandridae). De soort werd voor het eerst wetenschappelijk beschreven door Jacques von Bedriaga in 1883. Oorspronkelijk werd de wetenschappelijke naam Salamandra maculosa var. algira gebruikt.
Het is een voormalige ondersoort van de vuursalamander (Salamandra salamandra) maar wordt sinds 1995 als een volwaardige soort beschouwd. In de literatuur wordt echter vaak naar de oude status verwezen.
Salamandra algira komt niet voor in Europa zoals de vuursalamander maar leeft in noordelijk Afrika; in Algerije, Marokko (inclusief de Spaanse exclave Ceuta) en Tunesië. De biologie en levenswijze zijn grotendeels vergelijkbaar met die van de vuursalamander, maar Salamandra algira leeft vrijwel uitsluitend in berggebieden, terwijl de vuursalamander meer in lager gelegen gebieden voorkomt.